# HeroQuest II: Legacy of Sorasil
A HeroQuest II: Legacy of Sorasil egy körökre osztott kalandjáték, melyet a Gremlin Graphics Software fejlesztett és adott ki 1994-ben Amigára. A játék az 1991-ben bemutatott HeroQuest folytatása és mint ilyen, ugyanúgy a Milton Bradley "Hero Quest" című társasjátéka inspirálta.

## Alaptörténet
Átok sújtja Rhia földjét és az egykoron nagy birodalom most a romlás és pestis szorításában vergődik. Alaman a mágus sem bírja már sokáig tartani magát, ezért elküldi a négy bajnokot, hogy felszabadítsák és meggyógyítsák a földet. Először Kolchorchba kell menniük a tudás két talizmánjáért, majd keletre, Garathor földjére Tambor-Rin elveszett gyógyító amulettjéért. Ezek után pedig délnek kell tartaniuk vaserdőbe (Iron-Wood), ahol meg kell találniuk az orákulumkövet (Oracle Stone).

## Játékmenet

### Bajnokok
Nyolcféle bajnok közül választhatjuk ki a nekünk tetsző négyet, akikkel végigvisszük majd a játékot:
- Angor: a barbár, aki kemény harcos és kiválóan forgatja hatalmas pallosát. Páncélt nem visel, ezért gyors.
- Oakheart: a kósza, aki jól ismeri a vadont, így a nyomkövetés és a természeti mágia mestere. Egyszerű kard a fegyvere.
- Haxar: a nemes és bátor lovag, aki megveti a földi javakat. Minden gonoszság ádáz ellensége.
- Calorflame: a papnő, aki a gyógyítás mestere. Semmilyen szúró vagy vágó fegyvert nem használhat.
- Grimbeard: az elit törpe harcos, aki mesterien bánik a fegyverekkel, de jól képzett a csapdák felderítésében és hatástalanításában is. Nem éppen a legintelligensebb.
- Ravenslock: a tapasztalt varázsló, aki testileg gyenge, de szellemi erejével és mágiájával még a fizikailag legyőzhetetlen ellenfelekre is veszélyes.
- Celeste: a misztikus, aki a négy őselem mestere és képzett varázsló. Testileg csaknem teljesen védtelen.
- Stormbow: az elf kalandor, aki jó harcos és képzett varázsló is egyben. Kicsit mindenhez ért, de semmiben nem kiemelkedő.[1][2]

### Varázslatok
Alapvetően a négy elem szerint vannak felosztva. Mindegyik elemnek megvan a maga gyógyító varázslata (Flame of healing - Tűz, Healing wind - Levegő, Water of healing - Víz, Heal body - Föld). A Föld-varázslatok inkább a védekezést segítik (Rockskin, Create pit), míg a víz-jellegűek a tudatra hatnak (Sleep, Demoralise), illetve a fegyvereket rongálják (Rust). A levegő-varázslatok gyorsítanak (Swift wind), illetve csapdák felderítésére alkalmasak (Detect traps), a tűz-elem varázslatai pedig félelmet generálnak (Fear) vagy éppen bátorságot adnak (Courage). Támadó varázslatok: a Ball of flame (Tűz) és a Lightning bolt (Levegő).

### Főképernyő
A négy ikon közül a KAPU vezet a küldetésekhez, melyeket egy térképen választhatunk ki. A játékban 9, egyre nehezedő küldetés van. A MÉRLEG a csapattagok tulajdonságainak a beállítását teszi lehetővé. A játék elején 5 ponttal gazdálkodhatunk és minden teljesített küldetés után újabbakat kapunk. Ezekkel a karaktereink képességeit növelhetjük. A LEMEZ szolgál játékállás mentésre/betöltésre és a KÉRDŐJEL ikonra kattintva választhatjuk meg csapatunk tagjait, egyszerre csak négyet.

### Irányítás
A játék az első részhez hasonlóan körökre osztott és minden karakter annyit léphet, amennyi a mozgáspontja. Mozogni az iránytűvel lehet. A mozgás-, életerő- és varázspontjainkat, valamint az aranyaink számát a képernyőn láthatjuk. A középen lévő könyv tartalmazza a cselekvéseket indító ikonokat, melyek:
- Harc: rövid harc mozgáspont-levonás nélkül. Egy körben többször is kadható.
- Varázslat: tekercs, majd célpont kiválasztása és "tűz". Mágiahasználati képsségünktől függ a sikeresség.
- Kincskeresés: mely rengeteg időt emészt fel. Ládák környékén, vagy erősen őrzött szobákban érdemes.
- Kutatás: titkos ajtók, csapdák felderítése. Sok időt vesz el, de nagyon hasznos.
- Térkép: a labirintus eddig felderített részét mutatja.
- Ajtó: az ajtók kinyitása nem kerül mozgáspontba és elenyésző időt vesz igénybe.
- Tárgyak: az Equipped mutatja, mit hord magán a karakter, a Backpack pedig a hátizsákja tartalmát listázza. Innen pakolhatunk át a baloldalra a használathoz.
- Szamárfül: a kört a könyv szamárfülére kattintva fejezhetjük be.[3]

## Fogadtatás
| Szerző          | Értékelés |
| --------------- | --------- |
| 576 KByte       | 88%       |
| Amiga Computing | 67%       |
| Amiga Format    | 83%       |
| Amiga Joker     | 72%       |
| CU Amiga        | 83%       |

„A Legacy of Sorasil meglepően hangulatos, függőséget okozó, rabul ejtő szerepjáték, rengeteg harccal, mely minden sarkon rád leselkedik.”

– Amiga Format

„Mindössze pár percnyi játék meggyőzött arról, hogy a Gremlin ezúttal remek munkát végzett, a Legacy of Sorasil pedig egyike az Amigára íródott legjobb kalandjátékoknak”

– 576 KByte

## Fordítás
Ez a szócikk részben vagy egészben  a   HeroQuest II: Legacy of Sorasil című angol Wikipédia-szócikk fordításán alapul.  Az eredeti cikk szerkesztőit annak laptörténete sorolja fel. Ez a jelzés csupán a megfogalmazás eredetét és a szerzői jogokat jelzi, nem szolgál a cikkben szereplő információk forrásmegjelöléseként.